# Frank E. Warner
Frank E. Warner (* 27. März 1926 in Los Angeles, Kalifornien; † 31. August 2011 in Sedona, Arizona) war ein US-amerikanischer Sound Designer und Sound Editor.

## Leben und Werk
Warner strebte ursprünglich eine Ausbildung zum Architekten an, ging jedoch nach Ausbruch des Zweiten Weltkriegs zum United States Marine Corps und diente dann in China beim Armed Forces Radio Service. Danach kehrte er in seinen Geburtsort Los Angeles zurück und arbeitete dort beim CBS Network Radio. Ab 1952 war Warner bei 20th Century Fox am Schnitt von Fernseh- und Filmproduktionen beteiligt. Ab 1954 war er als freier Editor tätig und arbeitete zunächst acht Jahre für die Fernsehserie Polizeibericht. 1960 arbeitete Warner ungenannt als Sound Effects Editor an Stanley Kubricks Monumentalfilm Spartacus. Danach arbeitete er an Filmen der Regisseure Jack Webb, John Sturges, Sydney Pollack, John Boorman, Arthur Penn, Hal Ashby, Billy Wilder, Peter Bogdanovich, Tom Gries, Martin Scorsese und Sylvester Stallone als Sound Effects Designer und Sound Editor.
Bei der Oscarverleihung 1978 erhielt Warner den Special Achievement Award für den Tonschnitt von Steven Spielbergs Science-Fiction-Film Unheimliche Begegnung der dritten Art. Ein Jahr später wurde er gemeinsam mit Gene S. Cantamessa, Robert Knudson, Don MacDougall, Robert J. Glass, Stephen Katz, Richard Oswald, David M. Horton, Sam Gemette, Gary S. Gerlich, Chester Slomka und Neil Burrow für die Arbeit am gleichen Film bei den British Academy Film Awards in der Kategorie Bester Ton nominiert. 1988 wurde er mit dem Lifetime Achievement Award der Motion Picture Sound Editors ausgezeichnet, deren Mitglied er 59 Jahre war.
Warner ging 1989 in den Ruhestand und zog nach Sedona in Arizona. Dort engagierte er sich beim Sedona Film Festival, für das er Workshops und Podiumsdiskussionen mit Filmschaffenden organisierte.
Warner war in erster Ehe von 1950 bis zu deren Tod im Januar 2000 mit Nyla Ann 'Lann' Calkins verheiratet, mit der er zwei Kinder hatte. Sein Sohn ist der Filmeditor Mark Warner. Mit seiner zweiten Ehefrau Theodosia Greene war er bis zu seinem Tod im August 2011 verheiratet.

## Filmografie
- 1960: Spartacus
- 1961: Der Held der Etappe (Last Time I Saw Archie)
- 1965–1966: Privatdetektivin Honey West (Honey West, Fernsehserie, 13 Episoden)
- 1966–1967: Tennisschläger und Kanonen (I Spy, Fernsehserie, 20 Episoden)
- 1967: Die fünf Geächteten (Hour of the Gun)
- 1968: Mit eisernen Fäusten (The Scalphunters)
- 1968: Die Hölle sind wir (Hell in the Pacific)
- 1969: Stiletto
- 1969: Number One
- 1969: Der gnadenlose Rächer (Young Billy Young)
- 1969: Ein Trottel kommt selten allein (Some Kind of a Nut)
- 1970: Halls of Anger
- 1970: Stellt euch vor, es gibt Krieg und keiner geht hin (Suppose They Gave a War and Nobody Came)
- 1970: Herrscher der Insel (The Hawaiians)
- 1970: Zehn Stunden Zeit für Virgil Tibbs (They Call Me Mister Tibbs!)
- 1970: Die Geliebte des Priesters (Pieces of Dreams)
- 1970: Kanonen für Cordoba (Cannon for Cordoba)
- 1970: Little Big Man
- 1971: Opa kann’s nicht lassen (Kotch)
- 1971: Harold und Maude (Harold and Maude)
- 1972: Avanti, Avanti! (Avanti!)
- 1973: Paper Moon
- 1973: Die Möwe Jonathan (Jonathan Livingston Seagull)
- 1974: Vier Vögel am Galgen (The Spikes Gang)
- 1974: Das Gesetz bin ich (Mr. Majestyk)
- 1974: The Trial of Billy Jack
- 1975: Shampoo
- 1975: Der Rächer von Kalifornien (The Master Gunfighter)
- 1975: Nevada Pass (Breakheart Pass)
- 1976: Taxi Driver
- 1976: Eine Leiche zum Dessert (Murder by Death)
- 1976: Dieses Land ist mein Land (Bound for Glory)
- 1977: Unheimliche Begegnung der dritten Art (Close Encounters of the Third Kind)
- 1978: Coming Home – Sie kehren heim (Coming Home)
- 1978: Der Galgenstrick (Goin’ South)
- 1979: Rocky II
- 1979: Willkommen Mr. Chance (Being There)
- 1980: Second-Hand Hearts
- 1980: Wie ein wilder Stier (Raging Bull)
- 1981: Fesseln der Macht (True Confessions)
- 1982: Die Ballade vom Banditen Barbarossa (Barbarosa)
- 1982: Rocky III – Das Auge des Tigers (Rocky III)
- 1982: The King of Comedy
- 1984: Rückkehr aus einer anderen Welt (Iceman)
- 1984: Angriff ist die beste Verteidigung (Best Defense)
- 1984: Der Liebe verfallen (Falling in Love)
- 1985: St. Elmo’s Fire – Die Leidenschaft brennt tief (St. Elmo’s Fire)
- 1985: Rocky IV – Der Kampf des Jahrhunderts (Rocky IV)
- 1986: Off Beat – Laßt die Bullen tanzen (Off Beat)
- 1987: Over the Top
- 1987: Roxanne
- 1987: Baby Boom – Eine schöne Bescherung (Baby Boom)
- 1988: Arthur 2 – On the Rocks (Arthur 2: On the Rocks)
- 1988: Heiß auf Trab (Hot to Trot)
- 1988: Ein Leben voller Leidenschaft (Everybody’s All-American)

## Auszeichnungen
- 1978: Special Achievement Award für den Tonschnitt von Unheimliche Begegnung der dritten Art
- 1988: Motion Picture Sound Editors – Lifetime Achievement Award